# Кирпичный экспрессионизм

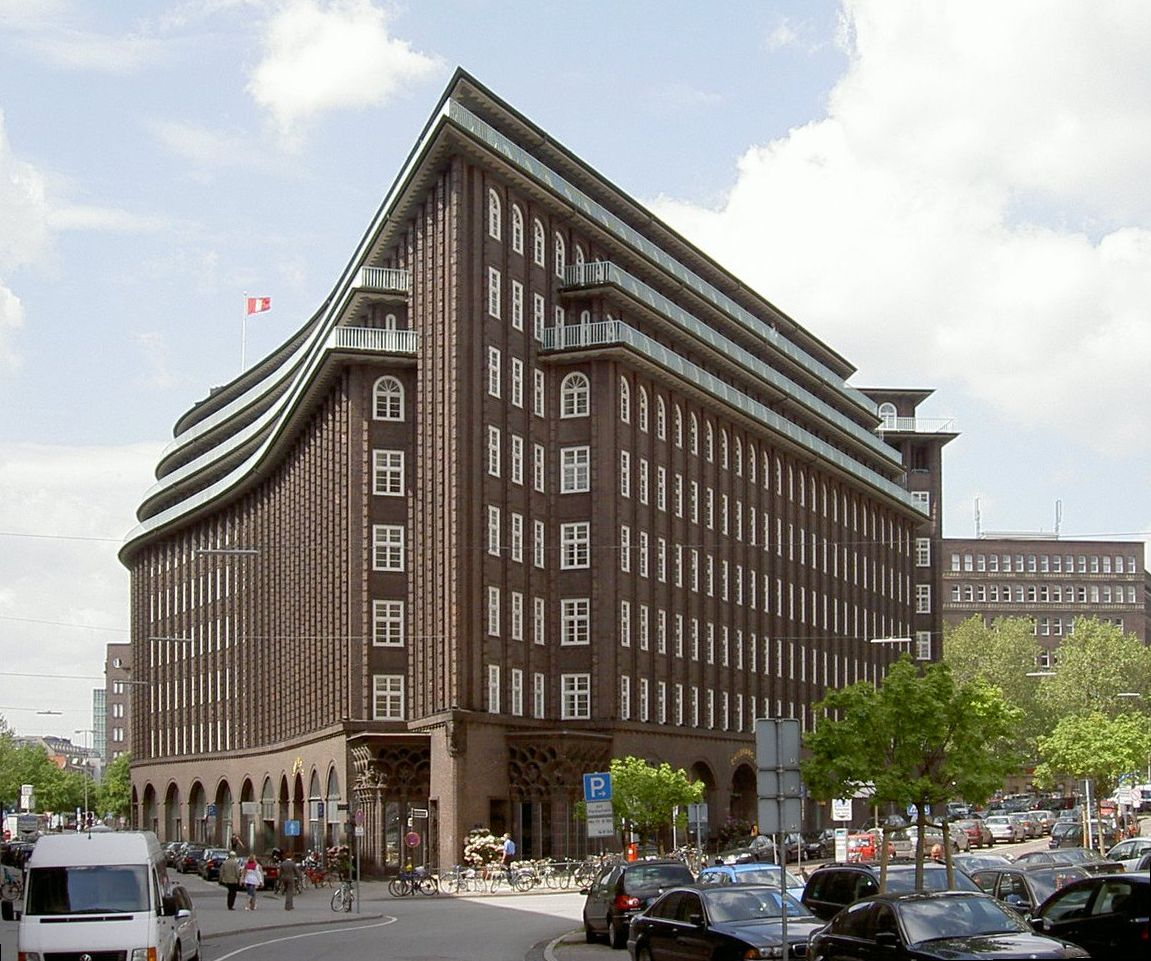
Чилехаус в Гамбурге (1924)

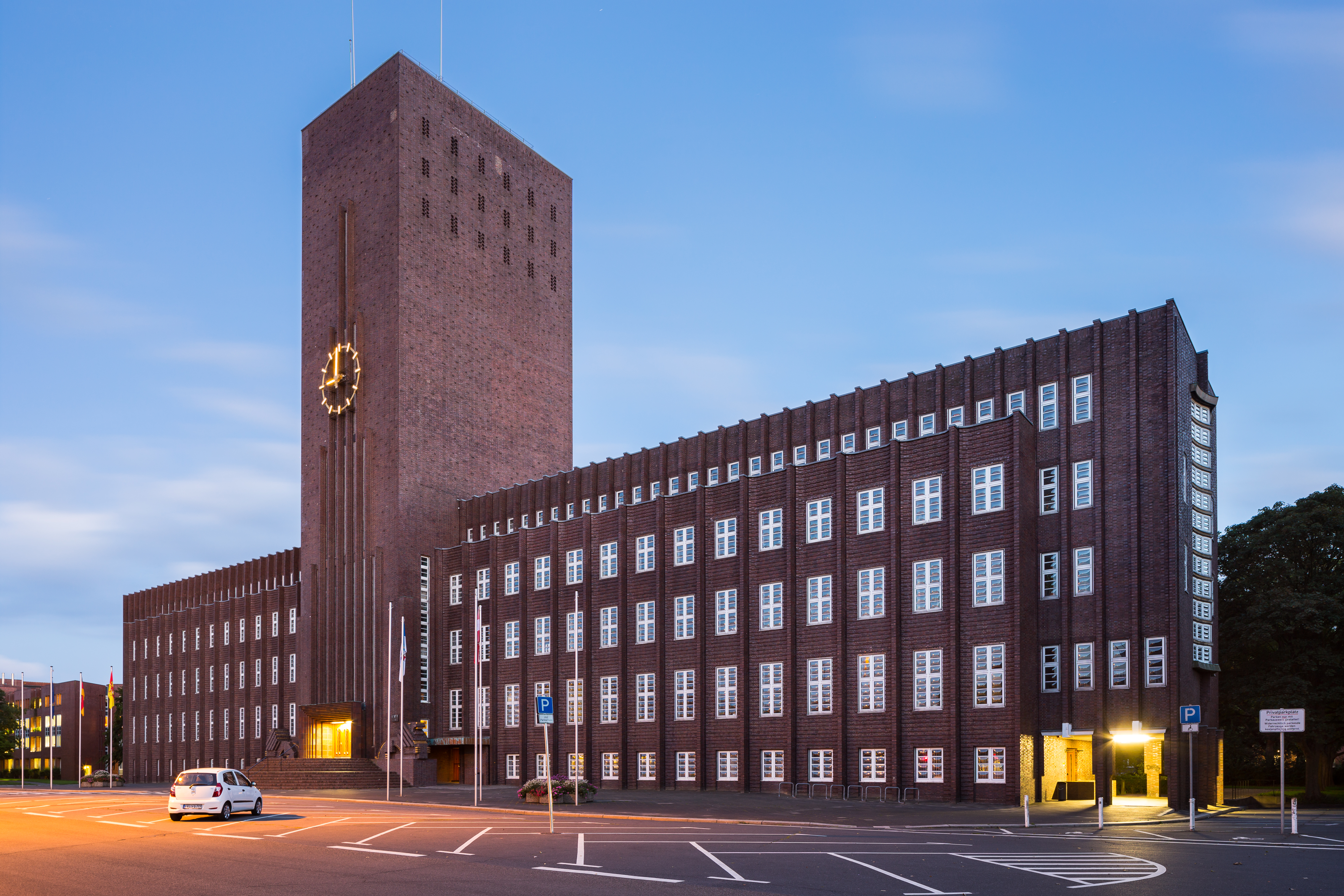
Ратуша Вильгельмсхафена (1929)

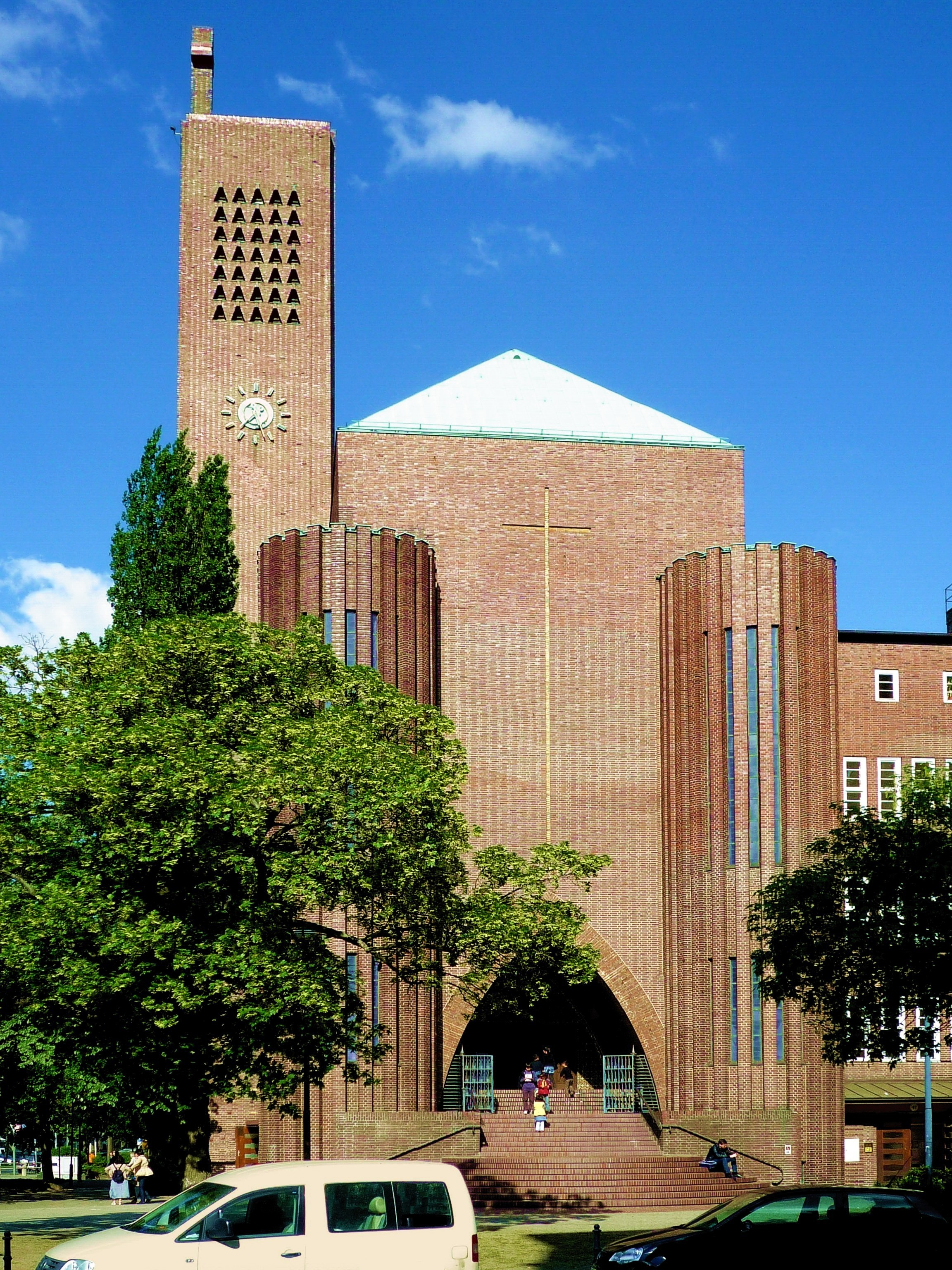
Церковь на Гогенцоллернплац в Берлине (1934)

Кирпичный экспрессионизм (нем. Backsteinexpressionismus) — обозначение для особого варианта архитектурного экспрессионизма с использованием кирпича, который был характерен для Германии 1920-х годов. В основном данный стиль был распространён в больших городах Северной Германии и в Рурской промышленной области. Помимо этого, амстердамская школа также использовала данный архитектурный стиль, впоследствии распространившийся и на другие регионы.

## Стиль

### История стиля
Кирпичный экспрессионизм возник параллельно с новой функционально-экономической архитектурной школой Баухауза. В то время, как в архитектуре Баухауза осознанно отказывались от всех декоративных украшений, архитекторы экспрессионизма разработали свой орнаментальный язык с грубыми, резкими, часто заостренными элементами; горизонтальными и вертикальными формами. Таким образом представители экспрессионизма пытались выразить напряжение и динамику послевоенного времени, а также отразить его стремительность и напряженность, прогресс и поначалу радостное предвосхищение будущего.

### Особенности материала
При строительстве использовался обожженный кирпич (Backstein), однако главным строительным материалом являлся клинкерный кирпич (Klinker), поэтому часто кирпичный экспрессионизм называют ещё клинкерным (Klinkerexpressionismus). Клинкерная плитка стоила дороже, поэтому она в основном использовалась только для оформления фасадов, но в то же время она была устойчивым материалом, поэтому она лучше всего подходила для промышленных предприятий. Именно по этой причине кирпичный экспрессионизм получил широкое распространение в суровых Рурских климатических условиях, где он стал типичным региональным стилем. Также шероховатая поверхность, характерная для клинкерного кирпича, и его богатая цветовая палитра (от красно-коричневого до фиолетового) позволила ему стать одним из популярных материалов того времени.

### Кирпичные мозаики
Особенностью кирпичного экспрессионизма является живость фасадов, которая достигается за счет целенаправленной кладки кирпича в узоры и орнаменты. Таким образом, большая пустая поверхность стен становилась живой и яркой. Эти орнаменты придавали фасадам вертикальный и горизонтальный ритм. Из кирпичей создавались целые скульптурные изображения. Иногда из-за своего индивидуального, особого внешнего вида в качестве декоративного элемента использовался обожженный клинкерный кирпич. По сути, это был бракованный кирпич, но с очень необычными оттенками. Фасады зданий украшались скульптурами из клинкерного кирпича, керамики и другими элементами, например, в духе арт-деко, что было не удивительным для того времени. Также чувствуется влияние модерна, который в 20-е гг. достиг большой популярности. Архитекторы-экспрессионисты часто использовали другие стили, даже восточную архитектуру.

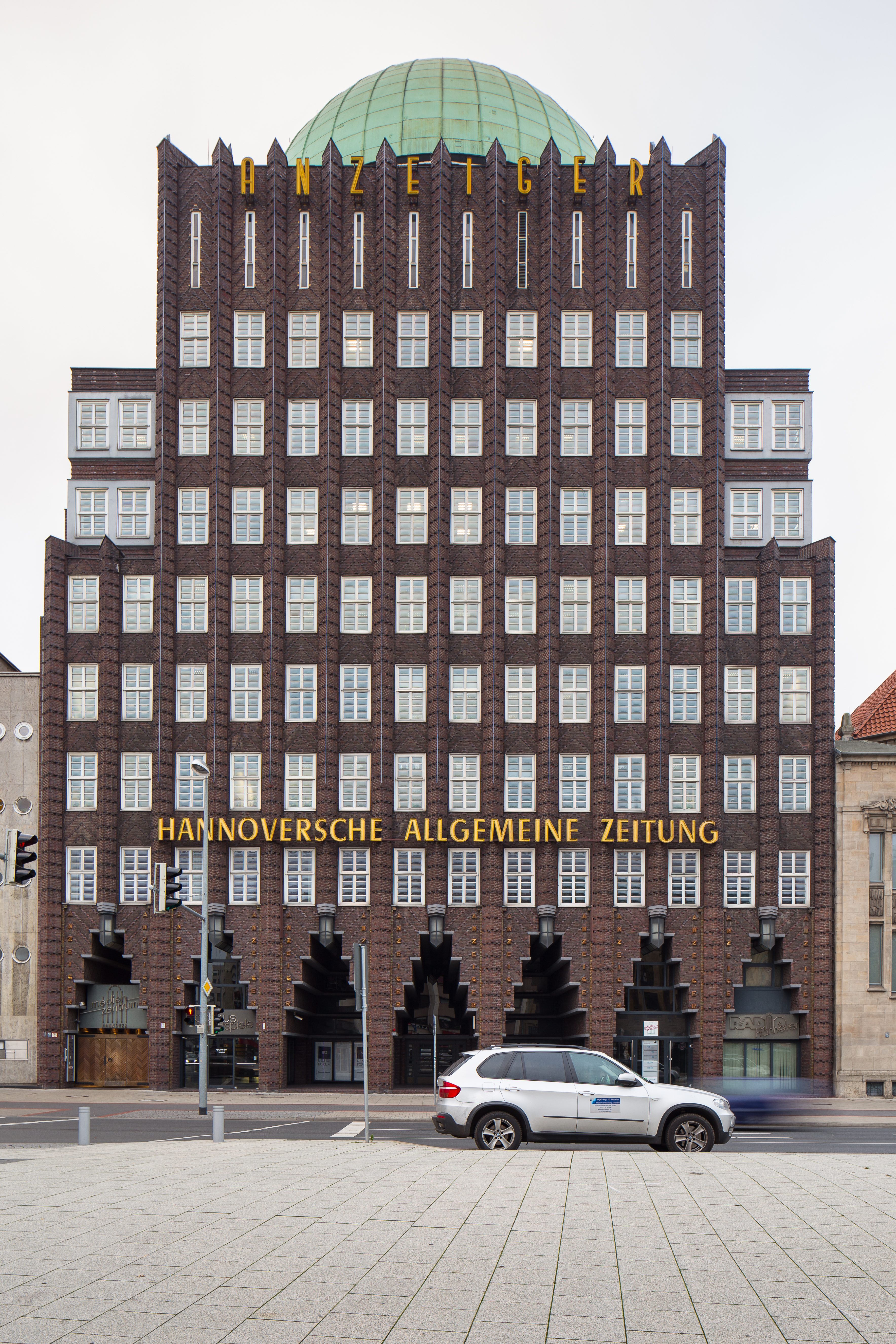
Anzeiger-Hochhaus в Ганновере (1928)

## Примеры

### Главный символ Ганновера
Наиболее известным примером является издательская высотка Anzeiger-Hochhaus в Ганновере. В оформлении её фасада можно увидеть не только восточный, но и готический стиль. Это здание высотой 50 метров с позеленевшим от времени медным куполом считается главным архитектурным символом Ганновера. Его строительство было завершено в 1928 году, оно вошло в число самых высоких зданий в Германии. Под куполом сначала находился планетарий, а после Второй Мировой Войны в нём оборудовали кинотеатр. С 1947 до 1949 года, до переезда в Гамбург, в здании располагалась редакция недавно созданного еженедельного журнала Der Spiegel.